# Gerd Rinder

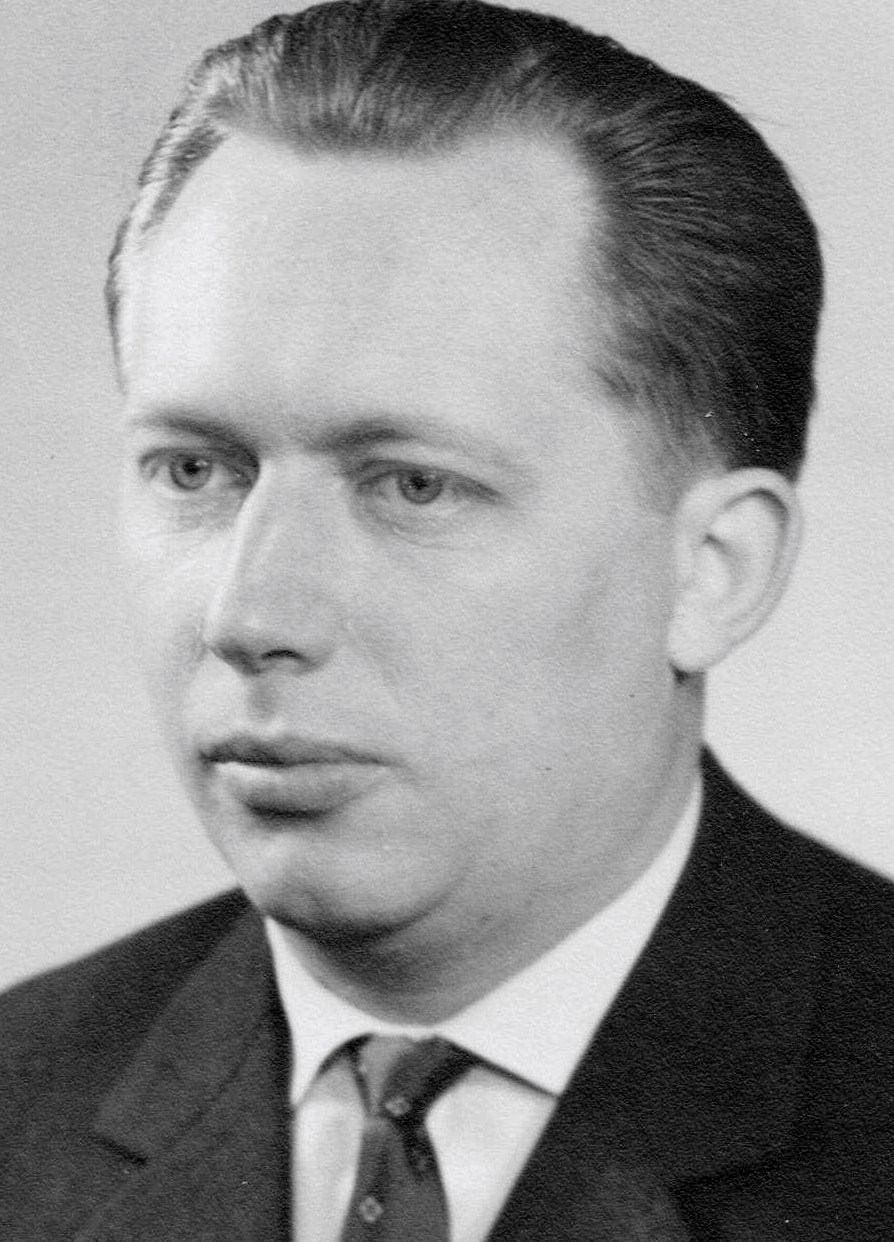
Gerd Rinder

Gerd Rinder (* 3. Juli 1935 in München; † 20. Januar 2022 in Haar) war ein deutscher Schachspieler, Schachkomponist und Softwareentwickler des Stundenplanprogramms MOSAIK. Er ist der Sohn der Schachspielerin Friedl Rinder und von Alfons Rinder.

## Turnierschach
1954 wurde er in Braunschweig deutscher Jugendmeister im Schach. Inzwischen ein Titel der U18-Spieler war dieses Turnier bis 1999 für die U20 ausgeschrieben. In den Jahren 1955, 1958 und 1959 wurde er Einzelmeister der Stadt München, 1960 gewann er in Bamberg die Einzelmeisterschaft des Bayerischen Schachbunds. Rinder nahm mit dem Münchener SC 1836 zwischen 1959 und 1965 sechsmal an der Endrunde der deutschen Mannschaftsmeisterschaft teil und gewann diese 1962, 1963, 1964 und 1965.

## Schachkomposition
- 1966 und 1968: Bayerischer Problemmeister (Schachkomposition)
- 1977, 1978 und 1980: Deutscher Meister im Lösen von Schachproblemen

Danach war Rinder als Preisrichter für den Weltschachbund FIDE eingesetzt und wurde vom Weltschachbund mit dem Titel FIDE-Meister für Schachkomposition ausgezeichnet. Er publizierte mehr als 80 Kompositionen, darunter etwa 30 Studien. Zahlreiche seiner Arbeiten erschienen in der Zeitschrift Die Schwalbe.
Zu seinen besten gehören die folgenden drei Kompositionen.

### Informalturnier der Deutschen Schachblätter, Abteilung Zweizüger 1969/70
|   | a | b | c | d | e | f | g | h |   |
| 8 |   |   |   |   |   |   |   |   | 8 |
| 7 |   |   |   |   |   |   |   |   | 7 |
| 6 |   |   |   |   |   |   |   |   | 6 |
| 5 |   |   |   |   |   |   |   |   | 5 |
| 4 |   |   |   |   |   |   |   |   | 4 |
| 3 |   |   |   |   |   |   |   |   | 3 |
| 2 |   |   |   |   |   |   |   |   | 2 |
| 1 |   |   |   |   |   |   |   |   | 1 |
|   | a | b | c | d | e | f | g | h |   |

1. S2e4? Da5!
1. S6e4? Da3!
1. S6c4? Dd7!
1. S2c4!
Der Preisrichter Werner Issler (CH) schreibt in seinem Entscheid (Deutsche Schachblätter Dezember 1971): „Für den Richter ist es immer besonders angenehm, wenn es über die Zuerkennung der höchsten Auszeichnung – wie in diesem Turnier – kaum Zweifel geben kann. Der 1. Preis gehört dem Juwel Nr. 978 von Gerd Rinder. Zehnsteiner von diesem Format, die auch noch echte Schachrätsel sind, findet man in der gesamten Schachliteratur sehr, sehr selten.“

### Informalturnier 1998 der Schwalbe, Abteilung Dreizüger (Nr. 9881)
|   | a | b | c | d | e | f | g | h |   |
| 8 |   |   |   |   |   |   |   |   | 8 |
| 7 |   |   |   |   |   |   |   |   | 7 |
| 6 |   |   |   |   |   |   |   |   | 6 |
| 5 |   |   |   |   |   |   |   |   | 5 |
| 4 |   |   |   |   |   |   |   |   | 4 |
| 3 |   |   |   |   |   |   |   |   | 3 |
| 2 |   |   |   |   |   |   |   |   | 2 |
| 1 |   |   |   |   |   |   |   |   | 1 |
|   | a | b | c | d | e | f | g | h |   |

Der Preisrichter Roland Baier (CH) schreibt: „Was für ein phantastisches weiß-schwarzes Strategie-Spektakel mit Ränken à là „Spion gegen Spion“; die einfache Bahnung 1. Le5? mit Vielfachdrohungen nach dem stillen 2. Dd6 scheitert noch an einem simplen Selbstblock, weil zu wenig weit gedacht/geplant. Die erweiterte Bahnung 1. Lf4!? verpasst aber die notwendige Deckung von d4 und erlaubt dadurch die giftige Konter-Offensive mit einer schwarzen Bahnung für die Fesselung der nun allein drohenden Dame. Erst die geniale Bahnungssteigerung 3. Grades entlarvt auf triumphale Weise das schwarze Gegenspiel als Weissauer-Bahnung – da geht alles Schlag auf Schlag, thematisch dicht verwoben und auf den Punkt gebracht! Höchst originell und faszinierend! - 1. Le5? [2. Dd6 und 3. Db4/Dc5/Dd4/Tc3#] Sxe5 2. Dxe5, aber 1. … Sh6!; 1. … Lf4!? [2. Dd6] Sh6 2. Tc3+ Kd5 3. De5#, aber 1. … Lxc6!! (2. Dd6 Dd5 3. Tc3+ Kd4!); 1. Lg3! [b4 2. Dd6 Kb5 3. Dxb4#] 1. … Lxc6 2. Df4+ Le4 3. Ld5# (2. … De4/Lxf4 3. Dxc1/Sa3#) (1. Lh2? Dxh2!)“

### A.-W.-Galizky-Gedenkturnier 1963/64, Moskau
|   | a | b | c | d | e | f | g | h |   |
| 8 |   |   |   |   |   |   |   |   | 8 |
| 7 |   |   |   |   |   |   |   |   | 7 |
| 6 |   |   |   |   |   |   |   |   | 6 |
| 5 |   |   |   |   |   |   |   |   | 5 |
| 4 |   |   |   |   |   |   |   |   | 4 |
| 3 |   |   |   |   |   |   |   |   | 3 |
| 2 |   |   |   |   |   |   |   |   | 2 |
| 1 |   |   |   |   |   |   |   |   | 1 |
|   | a | b | c | d | e | f | g | h |   |

1. Kh8! Lh1! 2. f3! Lxf3 3. Tg8 Lh1 (Dc2, De2) 4. Ta8+! Lxa8 5. f8D
In seinem Buch Das logische Schachproblem schreibt der Autor Werner Speckmann zu diesem als Nr. 150 aufgeführten Problem: „Nach 1. f8D? Dh1 2. Ta8+ Lxa8 oder 1. Ta8+? Lxa8 2. f8D würde jeweils 3. Db8# erfolgen können, wenn der Te8 hinter der weißen Dame stünde. Deshalb 1. Kh8! mit der einen Loyd-Turton beinhaltenden Drohung 2. Tg8, nach der dann weiter 3. Ta8+ 4. f8D und 3. f8D 4. Ta8+ droht. Schwarz verteidigt sich seinerseits mit dem Turton 1. … Lh1! (2. Tg8? Dg2!) Mit 2. f3 Lxf3 erzwingt Weiß darauf die Rückgängigmachung des schwarzen Turton, und nun kann Schwarz nach 3. Tg8 die obige Doppeldrohung nur noch differenzieren: 3. … Dg2 4. f8D 5. Ta8+ bzw. 3. … Lh1 4. Ta8+ 5. f8D. Den „roten Faden“ in dieser Kombination herauszufinden, bereitet gewiss erhebliche Schwierigkeiten.“

## Stundenplanprogramm
Mit dem Stundenplanprogramm MOSAIK entwickelte er ein Programm, das als erstes Programm auf Kleinrechnern (Commodore 3032) einen kompletten Stundenplan erstellen konnte. Er begann schon 1970 mit der Entwicklung eines solchen Programms auf Großrechnern. Dabei verstand er es außerdem, den damals sehr begrenzten Speicherplatz sehr effektiv zu nutzen. Zu diesem Zweck erfand er seine eigene Programmiersprache (Dendra). MOSAIK wurde lange vom Kultusministerium unterstützt und nicht nur von der Stadt München eingesetzt, sondern auch in ganz Bayern. Auch im Ausland verbreitete es sich immer mehr, bevor es von anderen Programmen mit moderneren Benutzeroberflächen verdrängt wurde.